# Villarrodrigo
Villarrodrigo ist eine Stadt in der Provinz Jaén in Spanien. 2024 hatte die Gemeinde 390 Einwohner.

## Politik

### Wappen
Auf goldenem Feld ein rotes Jakobskreuz, rechts und links von einer natürlichen Jakobsmuschel begleitet. Im umgebenden Silberrand „La Billa de Billa Rodrigo“.